# Krupienino (obwód smoleński)
Krupienino (ros. Крупенино) – wieś (ros. деревня, trb. dieriewnia) w zachodniej Rosji, w osiedlu wiejskim Titowszczinskoje rejonu diemidowskiego w obwodzie smoleńskim.

## Geografia
Miejscowość położona jest nad Czerniawką (dopływ Kaspli, przy drodze regionalnej 66K-30 (Diemidow / 66K-11 – Ponizowje – Zaozierje / 66K-28), 17 km od centrum administracyjnego osiedla wiejskiego (Titowszczina), 18 km od centrum administracyjnego rejonu (Diemidow), 76 km od stolicy obwodu (Smoleńsk), 20 km od granicy z Białorusią.
W granicach miejscowości znajdują się ulice: Dacznaja i Lesnaja.

## Demografia
W 2010 r. miejscowość zamieszkiwało 16 osób.

## Historia
W czasie II wojny światowej od lipca 1941 roku wieś była okupowana przez hitlerowców. Wyzwolenie nastąpiło we wrześniu 1943 roku.
Na mocy uchwały z dnia 28 maja 2015 roku wszystkie miejscowości (w tym Krupienino) zlikwidowanej jednostki administracyjnej Połujanowskoje weszły w skład osiedla wiejskiego Titowszczinskoje.

## Osobliwości
- Głaz „Kriesieł”, największy w obwodzie smoleńskim – 6,5 x 4 x 2 m (na północ od dieriewni nad brzegiem Kaspli)[7]